# Lizander
Lizander (stgr. Λύσανδρος; ?–395 p.n.e.) – spartański dowódca i polityk.
W roku 407 p.n.e., w końcowej fazie wojny peloponeskiej został nauarchą – naczelnym wodzem floty spartańskiej. Wówczas to dzięki dobrym układom z Cyrusem Młodszym rozbudował i zapewnił finansowanie floty Związku Peloponeskiego z perskich środków. Zimą 407/406 p.n.e. pokonał ateńską flotę Alkibiadesa (nieobecnego w czasie samej bitwy) w bitwie pod Notion. W następnym roku zakończyła się jego kadencja dowódcy floty i został nim niechętny Persom Kallikratidas, który jednak poniósł klęskę i zginął w bitwie z Ateńczykami pod Arginuzami. W 405 p.n.e. Lizander został formalnie zastępcą nowego nauarchy Arakosa, lecz faktycznie to on był dowódcą. W ciągu lata, dzięki funduszom od Cyrusa, rozbudował flotę peloponeską do 180 jednostek. Później ruszył w rejon Hellespontu, gdzie zdobył Lampsakos i w bitwie u ujścia Ajgospotamoj rozbił flotę ateńską. Po tym zwycięstwie popłynął na Morze Egejskie, gdzie usuwał ateńskie garnizony i instalował spartańskich zarządców, a następnie skierował swoją flotę do ateńskiego portu w Pireusie. Tam po długich negocjacjach z Theramenesem przyjął kapitulację Aten. Z Pireusu popłynął na Samos i zmusił wyspę do kapitulacji, kończąc tym samym wojnę peloponeską.
Lizandrowi przypadła główna rola w demontażu ateńskiego imperium, które starał się zastąpić spartańskim lub być może własnym. Na terenach kontrolowanych przez pokonanego wroga ustanawiał harmostów (spartańskich rezydentów) i dekarchie (komisje dziesięciu), ściągał także na wzór Aten trybut. Elita Sparty zaniepokoiła się rosnącą pozycją Lizandra, odwołano go, a zbudowany przez niego porządek wkrótce rozleciał się.
W roku 395 p.n.e. w czasie wojny korynckiej zginął w walce z Beotami w bitwie pod Haliartos.
Na Samos ustanowiono jego kult.